# Хлызов, Фёдор Васильевич
Фёдор Васильевич Хлызов (7 января 1926, Ярославка, Башкирская АССР — 12 сентября 1999, Златоуст, Челябинская область) — токарь цеха № 29 Златоустовского машиностроительного завода, Челябинская область, Герой Социалистического Труда.

## Биография
Фёдор Васильевич Хлызов родился 7 января 1926 года в крестьянской семье в селе Ярославка Ярославского сельсовета Дуванской волости Месягутовского кантона Башкирской АССР, ныне сельсовет входит в Дуванский район Республики Башкортостан. Русский.
Трудиться Фёдор начал рано, с 7-ми лет он уже помогал родителям в колхозе работая на лошадях.
В 1936 году семья переехала в п. Магнитка.
В 1942 году окончил ремесленном училище № 4 в городе Златоуст Челябинской области. Трудовую деятельность начал мастером производственного обучения в том же училище. В 1943—1944 годах — токарь машинно-путевой станции № 17 в городе Каган Бухарской области Узбекской ССР.
В 1944 году призван в ряды Рабоче-крестьянской Красной Армии. В боях Великой Отечественной войны не участвовал. Был направлен в Лугинскую военную школу авиамехаников г. Шадринск Курганской области, которую окончил в 1946 году. В 1952 году был демобилизован.
С этого времени работал токарем цеха № 29 завода № 385 (Златоустовский машиностроительный завод). В 1961 году совместно с опытными токарями цеха № 29 Ф. В. Хлызов создал бригаду, трудившуюся по одному наряду. В коллективе активно велась работа по наставничеству над молодежью. В бригаде продолжительное время работали четыре квалифицированных токаря и четыре ученика, после окончания периода учёбы набирались новые ученики. За успехи на производстве бригада неоднократно удостаивалась звания «Бригада коммунистического труда».
В годы восьмой пятилетки Ф. В. Хлызов достиг ежегодной нормы выработки 200—300 %. Внедрил 18 рационализаторских предложений, которые позволили добиться существенного экономического эффекта на предприятии. Так, благодаря применению алмазного круга и быстросменных резцедержателей намного ускорился процесс обработки деталей.
Указом Президиума Верховного Совета СССР от 26 апреля 1971 года за выдающиеся заслуги в выполнении заданий пятилетнего плана Хлызову Фёдору Васильевичу присвоено звание Героя Социалистического Труда с вручением ордена Ленина и золотой медали «Серп и Молот».
С 1980 года до ухода на пенсию в 1989 году работал токарем отдела холодной штамповки Златоустовского машиностроительного завода.
Жил в городе Златоусте Челябинской области, ныне город — административный центр Златоустовского городского округа той же области.
Фёдор Васильевич Хлызов скончался 12 сентября 1999 года.

## Награды
- Герой Социалистического Труда, 26 апреля 1971 года, за выдающиеся заслуги в выполнении заданий пятилетнего плана[2]
  - Орден Ленина № 396465
  - Медаль «Серп и Молот» № 17005
- Орден Ленина, 8 июня 1978 года
- Орден Трудового Красного Знамени, 17 июня 1961 года, за успешное выполнение специального задания Правительства по созданию образцов ракетной техники, космического корабля-спутника «Восток» и осуществление первого в мире полета этого корабля с человеком на борту
- Юбилейная медаль «За доблестный труд. В ознаменование 100-летия со дня рождения Владимира Ильича Ленина», 1970 год
- Медаль «Ветеран труда»
- Победитель социалистического соревнования, трижды